# Реліктовий рельєф
Реліктовий рельєф (рос. реликтовый рельеф, англ. relict landforms, past forms; нім. Reliktenformen f pl, Vorzeitformen f pl, relikte Landformen f pl) ― форми земної поверхні, які виникли в інших умовах, в попередні геологічні епохи. Наприклад, льодовикові форми рельєфу на Східно-Європейській рівнині.